# Leonel Galeano
Leonel Galeano (ur. 2 sierpnia 1991 w Miramar) – argentyński piłkarz występujący na pozycji obrońcy. Zawodnik klubu Rayo Vallecano.

## Kariera klubowa
Galeano zawodową karierę rozpoczynał w sezonie 2009/2010 w zespole CA Independiente z Primera División Argentina. W tych rozgrywkach zadebiutował 22 sierpnia 2009 roku w przegranym 0:1 pojedynku z Newell's Old Boys. 18 października 2009 roku w zremisowanym 1:1 spotkaniu z Chacaritą Juniors strzelił pierwszego gola w Primera División. W debiutanckim sezonie w lidze rozegrał 34 spotkania i zdobył 2 bramki. Z klubem wygrał także rozgrywki Copa Sudamericana.

## Kariera reprezentacyjna
W reprezentacji Argentyny Galeano zadebiutował 11 lutego 2010 roku w wygranym 2:1 towarzyskim meczu z Jamajką. W 2011 roku wraz z kadrą U-20 zajął 3. miejsce na Mistrzostwach Ameryki Południowej.